# Lehtma nina
Lehtma nina är en udde på norra Dagö i Estland, 120 km väster om huvudstaden Tallinn. Den ligger i Hiiu kommun och i Hiiumaa (Dagö) (Dagö kommun och län). Udden ligger på halvön Taknenäset vid byn Lehtma och dess hamn Lehtma sadam. Närmaste större samhälle är Kärrdal, 8,1 km söder om Lehtma nina.
Inlandsklimat råder i trakten. Årsmedeltemperaturen i trakten är 6 °C. Den varmaste månaden är augusti, då medeltemperaturen är 17 °C, och den kallaste är januari, med −4 °C.